# Atractus maculatus
Atractus maculatus är en ormart som beskrevs av Günther 1858. Atractus maculatus ingår i släktet Atractus och familjen snokar. Inga underarter finns listade.
Arten förekommer i södra och östra Brasilien i delstaterna Espirito Santo, Rio de Janeiro, Pernambuco och Paraná. Honor lägger ägg.